# Rachel Priest
Rachel Holly Priest (* 13. Juni 1985 in New Plymouth, Neuseeland) ist eine ehemalige neuseeländische Cricketspielerin, die zwischen 2007 und 2020 für die neuseeländischen Nationalmannschaft spielte.

## Aktive Karriere
Priest spielte zu Beginn ihrer Karriere für die Central Districts. Im Jahr 2006 wurde sie für die neuseeländische A-Nationalmannschaft berufen und konnte sich dort behaupten. Ihr Debüt in der Nationalmannschaft im WODI- und WTwenty20-Format gab sie im Juli 2007 in Australien. Sie konnte sich im Team etablieren und war unter anderem im Kader für den Women’s Cricket World Cup 2009 und ICC Women’s World Twenty20 2009. Beim ICC Women’s World Twenty20 2010 konnte sie gegen Indien 20 Runs erzielen. Im Jahr 2011 fiel sie zeitweise aus dem Kader und kam erst im Dezember 2012 wieder ins Team zurück. Beim Women’s Cricket World Cup 2013 erzielte sie als beste Leistung 36* Runs gegen die West Indies. Im Februar 2014 erzielte sie in der WODI-Serie gegen die West Indies ihr erstes internationales Fifty über 57 Runs. Beim kurz darauf folgenden ICC Women’s World Twenty20 2014 steuerte sie 42* Runs im Playoff-Spiel für die folgende Weltmeisterschaft gegen Sri Lanka bei, wofür sie beim Sieg als Spielerin des Spiels ausgezeichnet wurde. Im September erzielte sie in den West Indies ein Fifty über 74 Runs.
Am Ende der Saison 2014/15 gelangen ihr zwei Fifties (52 und 96* Runs) in den WODIs gegen England. Für letzteres wurde sie erneut ausgezeichnet. Im Juli 2015 folgte eine Tour in Indien, bei der sie 64 Runs in den WODIs und ein weiteres Fifty über 60 Runs in den WTwenty20s erzielte. Zu Beginn der Saison 2015/16 konnte sie bei der WODI-Serie gegen Sri Lanka herausragen. Im ersten Spiel erzielte sie ein Century über 108 Runs aus 116 Bällen, wofür sie als Spielerin des Spiels ausgezeichnet wurde. Nach einem Fifty (51* Runs) im zweiten Spiel, als sie als Eröffnungs-Batterin zusammen mit Suzie Bates die Vorgabe ohne Verlust eines Wickets einholen konnte, folgte ein weiteres Century über 157 Runs aus 146 Bällen im dritten. Auch dafür wurde sie ausgezeichnet. Beim ICC Women’s World Twenty20 2016 erzielte sie unter anderem 34 Runs gegen Australien 34 Runs und ermöglichte so den Einzug in Halbfinale. Dort scheiterte das Team an den West Indies.
Zu Beginn der Saison 2016/17 erzielte sie in der WODI-Serie in Südafrika 86 Runs im vierten Spiel. Im März 2017 konnte sie mit 77 Runs ein weiteres Fifty gegen Australien erreichen. Sie wurde dann für den Women’s Cricket World Cup 2017 nominiert und steuerte dort gegen die West Indies 90 Runs bei. Doch verpasste das Team das Halbfinale. Daraufhin setzte der Verband Fitness-Vorgaben für seine Spielerinnen um, die Priest nicht erreichte und so aus dem Kader gestrichen wurde. Auch verlor sie ihren Vertrag mit dem neuseeländischen Verband. In der Folge spielte sie in mehreren WTwenty20-Ligen in der Welt. Nach guten Leistungen dort, erhielten sie im September 2019 einen neuen Vertrag mit dem neuseeländischen Verband. Sie wurde dann für den ICC Women’s T20 World Cup 2020 nominiert und konnte dabei als beste Leistung 37 Runs gegen Südafrika erzielen. Das reichte nicht aus um im Team zu verbleiben und sie verlor nach einem Jahr erneut ihren Vertrag. Daraufhin trat sie vom internationalen Cricket zurück. Sie spielte noch zwei Saisons für Tasmanien und die Hobart Hurricanes in Australien, erhielt danach jedoch keinen weiteren Vertrag.